# Filistrucchi

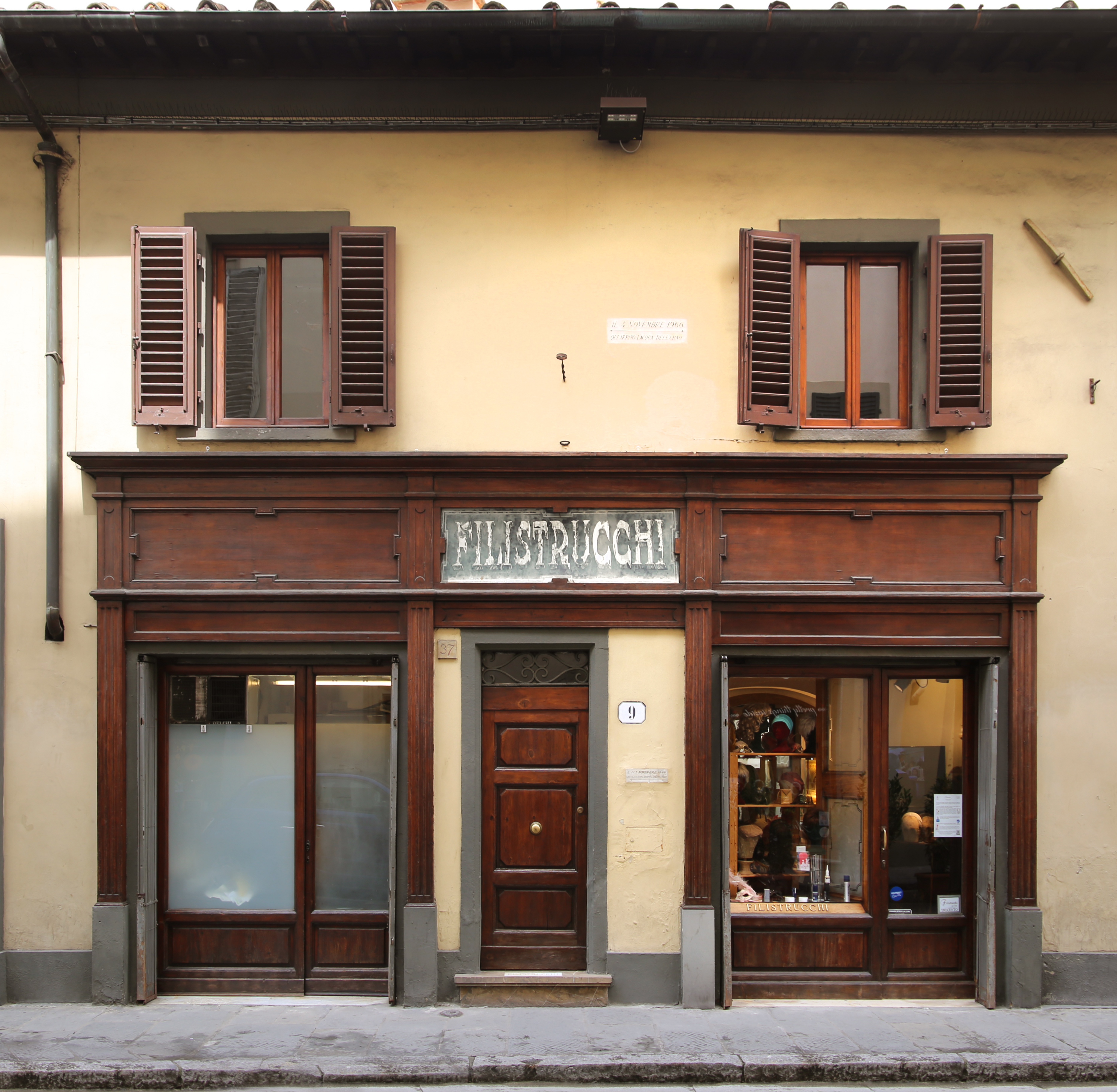
Filistrucchi, Firenze

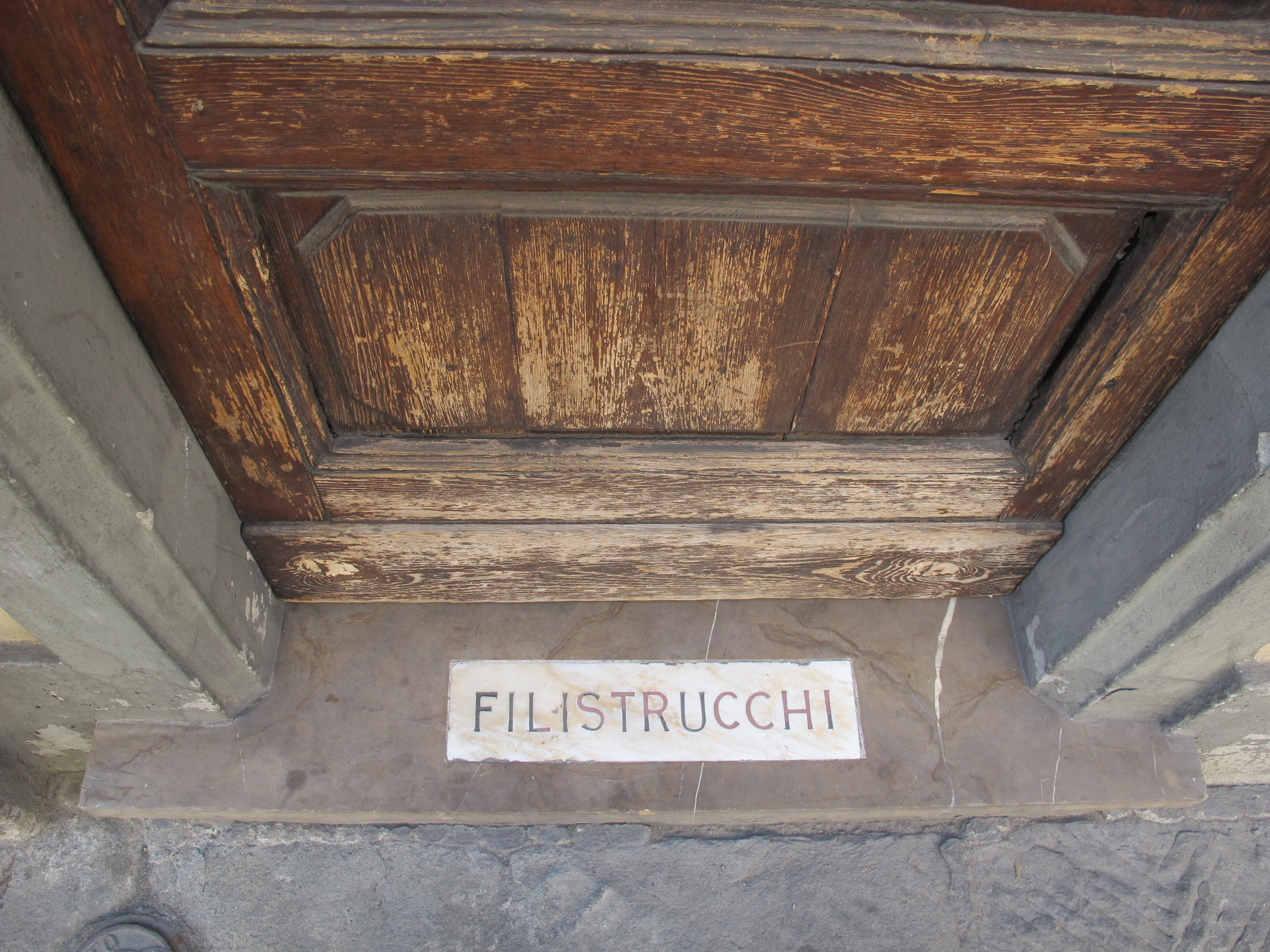
Il gradino della sede storica

La Filistrucchi è una storica famiglia fiorentina che dal 1720 continuativamente fino ancora a tutt'oggi crea parrucche per il mondo dello spettacolo e non solo.

## Storia
È la più antica bottega esistente ancora a Firenze, tramandata di padre in figlio fino ai nostri giorni in modo continuativo.
Nell'allora via del Fosso, così chiamata a ricordo di un fossato adiacente ad un tratto della prima vecchia cerchia muraria comunale e attigua al retro del cinquecentesco oratorio di San Niccolò del Ceppo, sorse l'attuale edificio che ospita la "bottega", rimasta immutata attraverso i secoli resistendo a ben due alluvioni che la sommersero il 3 novembre 1844 ed il 4 novembre 1966.
L'attività nacque nel momento storico in cui un barbiere era anche parruccaio, speziale, "cavadenti", flebotomo, profumiere, acconciatore e truccatore sia per donna che per uomo. Era questa l'epoca nella quale la parrucca, lascito del '600 ed accessorio in crescente evoluzione, veniva usata da nobili, dame, cavalieri e servitori. Basti ricordare Figaro il più celebre barbiere di tutti i tempi per avere un'idea storica del lavoro della bottega in quel periodo.
Contemporaneamente, le crescenti esigenze sceniche dettero alla bottega unoi sviluppo rivolto al teatro. Già in quell'epoca si registrava la presenza di Filistrucchi nei maggiori teatri italiani e in tanti spazi scenici fiorentini, alcuni dei quali ormai "perduti" o trasformati dal tempo, come il Teatro del Cocomero, divenuto nel 1859 Teatro Niccolini, il Teatro di Borgognissanti nell'omonima strada, il Teatro della Quarconia (Nazionale) in via dei Cimatori, il Teatro Politeama poi Teatro Comunale, il Teatro Pagliano oggi Teatro Verdi, e più avanti ancora nel tempo il Teatro La Fiaba, il Teatro di via Laura. Dai primordi dell'attività, fino ad oggi, la Bottega ha fornito parrucche e trucco a compagnie ed artisti ospiti del magnifico Teatro della Pergola, come Ermete Zacconi, Eduardo De Filippo, Giorgio Albertazzi, Anna Proclemer, Romolo Valli, Alberto Lionello, Rossella Falk, Giorgio De Lullo; o anche l'"Accademia dei Piccoli" fondata da Tea De Seras e Dino Parretti.
Tanti ancora sono i teatri importanti che hanno visto la presenza di Filistrucchi dietro le quinte: il Teatro alla Scala, il Teatro Comunale di Firenze e di Bologna, il San Carlo, La Fenice, il Petruzzelli, il Teatro di Genova, il Piccolo di Milano, e ancora il Teatro Metropolitan di New York e l'Opera di Boston. Molte e svariate sono state le grandi personalità del teatro drammatico, musicale e della danza, insieme a meno conosciute "filodrammatiche" e giovani promesse.
Tra i più celebri cantanti lirici si possono ricordare: Maria Callas (che indossò una parrucca di Filistrucchi nel film di Pasolini Medea), Renata Tebaldi, Fedora Barbieri, Tito Gobbi, Alfredo Kraus, Mario Del Monaco, Piero Cappuccilli, Luciano Pavarotti, Ettore Bastianini, Renato Bruson, Gino Bechi, Aldo Reggioli, Paolo Washington e molti altri.
Fin dal primo Maggio Musicale Fiorentino, inaugurato il 23 aprile 1933 con Nabucco, Filistrucchi collaborò con i più famosi registi e figurinisti (De Chirico, Maccari, Casorati) nell'allestimento di sontuosi spettacoli, basti citare il Sogno di una notte di mezza estate allestito nella magnifica cornice del giardino di Boboli nel 1933 o I giganti della montagna, sempre in Boboli nel Maggio Musicale del 1937. Tale collaborazione continua tutt'oggi, non ultima con Franco Zeffirelli per la sua Traviata del 1985, o per Orfeo di Monteverdi musicato da Luciano Berio, con scene e costumi di Pier Luigi Pizzi, allestito nel cortile di palazzo Pitti.
Nel 1936 troviamo l'opera della ditta Filistrucchi al Teatro Regio di Parma con l'Andrea Chénier, Le astuzie di Bertoldo (di Luigi Zancarini e O. Lucarini su musiche di Luigi Ferrari Trecate), Carmen, Aida, Francesca da Rimini, Maria Egiziaca e Gianni Schicchi.
Col sorgere delle prime produzioni cinematografiche, Filistrucchi collaborò con gli stabilimenti di Rifredi (i primi veri stabilimenti cinematografici in Italia) con Frate Francesco interpretato da Alberto Pasquali nel 1926. Più tardi, nel '34 sorti gli stabilimenti di Tirrenia voluti da Gioacchino Forzano, ha lavorato alla realizzazione di numerosi film: Campo di maggio, È sbarcato un marinaio con Amedeo Nazzari e Doris Duranti, Il pirata sono io! con Erminio Macario, La congiura de' Pazzi con Paolo Stoppa, Il Signor Bonaventura di Sergio Tofano con Paolo Stoppa e Silvana Iachino. Già nel periodo ante-guerra troviamo Filistrucchi a Cinecittà, nel '41 con La cena delle beffe di Alessandro Blasetti.
Il lavoro di Filistrucchi nel mondo del cinema e della televisione continua tutt'oggi lavorando con famosi registi e attori quali ad esempio Takeshi Kitano in La storia di tre città dove Kitano interpretava il ruolo di Niccolò Machiavelli girato tra Firenze e Roma per la TBS giapponese.

## =Altri progetti
- Wikimedia Commons contiene immagini o altri file su Filistrucchi